# 황토현로
황토현로(Hwangtohyeon-ro)는 전북특별자치도 정읍시 이평면 국정교에서 정읍시 농소동 수성사거리를 잇는 140.7km 도로이다

## 주요 경유지
전북특별자치도
- 정읍시 (이평면 . 덕천면 . 농소동)

## 노선
전 구간 지방도 제705호선에 속하므로 이에 대한 별도 표기는 생략한다.
| 이름           | 접속 노선                       | 소재지 | 소재지 | 비고 |
| -------------- | ------------------------------- | ------ | ------ | ---- |
| 국정교         |                                 | 정읍시 | 이평면 |      |
| 이평면 교차로  | 지방도 제736호선 (말목장터로)   | 정읍시 | 이평면 |      |
| 신월삼거리     | 덕천로                          | 정읍시 | 덕천면 |      |
| 망제사거리     | 덕천로                          | 정읍시 | 농소동 |      |
| 공단사거리     | 공단1길                         | 정읍시 | 농소동 |      |
| 녹두다리       |                                 | 정읍시 | 농소동 |      |
| 도매시장사거리 | 지방도 제705호선 (벚꽃로)       | 정읍시 | 농소동 |      |
| 수성지하차도   |                                 | 정읍시 | 농소동 |      |
| 수성사거리     | 지방도 제705호선 (서부산업도로) | 정읍시 | 농소동 |      |

## 주요 시설 및 건물
- 정읍시이펑두전 보건진료소 (황토현로 113/두전리 365-1)
- 이평농협창고 (황토현로 139/두전리 489-1)
- 성모의집 (황토현로 145/두전리 512-1)
- 이평면 행정복지센터 (황토현로 283/두지리 192-1)
- 이평파출소 (황토현로 304/두지리 199-1)
- 정읍이평우체국 (황토현로 311/두지리 159-1)
- GS칼텍스 이평주유소 (황토현로 485-3/오금리 1126-5)
- 덕천노인회관 (황토현로 796/우덕리 312-3)
- 농협 정읍농협 덕천지점 (황토현로 814/우덕리 397-1)
- 덕천치안센터 (황토현로 826/우덕리 367-2)
- 덕천보건지소 (황토현로 833/우덕리 489-4)
- 덕천면행정복지센터 (황토현로 848/우덕리 502-6)
- GS칼텍스 신정주유소 (황토현로 964/양제동 455-15)
- SK에너지 덕천주유소 (황토현로 986/양제동 26-3)
- 일광자동차공업사 (황토현로 997/양제동 26-5)
- 하이카프라자 망제점 (황토현로 1003/양제동 31)